# Rügen
Rügen o Ruegen (pronunciación en alemán: /ˈʁyːɡn̩/ⓘ; lat. Rugia) es la mayor isla de Alemania. Situada en la costa alemana del mar Báltico, pertenece al distrito de Pomerania Occidental-Rügen, en el estado de Mecklemburgo-Pomerania Occidental. Su superficie es de 926 km² y cuenta con una población de unos 73.000 habitantes (2001). Cerca se hallan las pequeñas islas de Hiddensee y Ummanz, junto con las cuales conforma el distrito de Rügen.
Los tesoros naturales e históricos de la isla están protegidos dentro de una variedad de parques y reservas que cubren la mayor parte del territorio. Desde el siglo XIX, la isla es un reconocido destino turístico de Alemania.

## Historia
Rügen ha sido habitada desde hace 4000 años a. C. En la isla se han encontrado numerosos artefactos prehistóricos. Hay restos del Paleolítico Superior, así como vestigios de la cultura del vaso campaniforme y la cultura Hügelgraber de la Edad de Bronce. En el siglo VII, pueblos eslavos se establecieron en el territorio siendo considerada una isla sagrada. En 1325 pasó a formar parte del Ducado de Pomerania, ocupada por las tropas imperiales en 1627, sería tomada por las tropas suecas en 1630, pasando a ser parte de la Pomerania Sueca.
- 1815, tras el congreso de Viena que siguió a las guerras napoleónicas, la isla pasa a ser parte de Prusia.
- 1816, se funda la primera estación balnearia.
- 1936, el régimen Nazi erige un puente que une la isla al continente. Se inicia la construcción de Prora bajo el plan "Kraft durch Freude".

A principios del siglo XX fue un importante destino de vacaciones para los habitantes de Berlín. Perteneció a la República Democrática Alemana (RDA) y a partir de la década de 1990 ha recuperado su importancia turística, sobrepasando a la isla de Sylt.

## Geografía
Rügen se encuentra al noreste de Alemania, en el mar Báltico, y su forma se distingue por sus muchas pequeñas penínsulas. La isla es accesible al continente por el puente de Rügen en la ruta Rügendamm, que enlaza la isla por carretera y ferrocarril con la ciudad de Stralsund en el continente, cruzando el Strelasund. Hay también conexiones por transbordador desde Stralsund, Greifswald y Wolgast. 
El clima es templado. Los inviernos no son particularmente fríos, con temperaturas medias en enero y febrero de 0.0 °C y los veranos son frescos, con temperaturas medias en agosto de 16.3 °C. La pluviosidad media es de 520-560 mm y se registran aproximadamente 1800-1870 horas de sol anuales.
Cuenta con 570 km de costas y es famosa por sus rocas cretácicas, su naturaleza muy intacta, con playas de fina arena y el mar azul. Dos de los parques nacionales de Alemania se encuentran en la isla de Rügen: Parque nacional de la Laguna de Pomerania Occidental al oeste (incluyendo también Hiddensee) y el parque nacional de Jasmund, un parque más pequeño que incluye los famosos acantilados de roca cretácica (Königsstuhl). También hay una reserva natural, Reserva de la biosfera de Rügen sureste, que abarca las penínsulas del sureste.

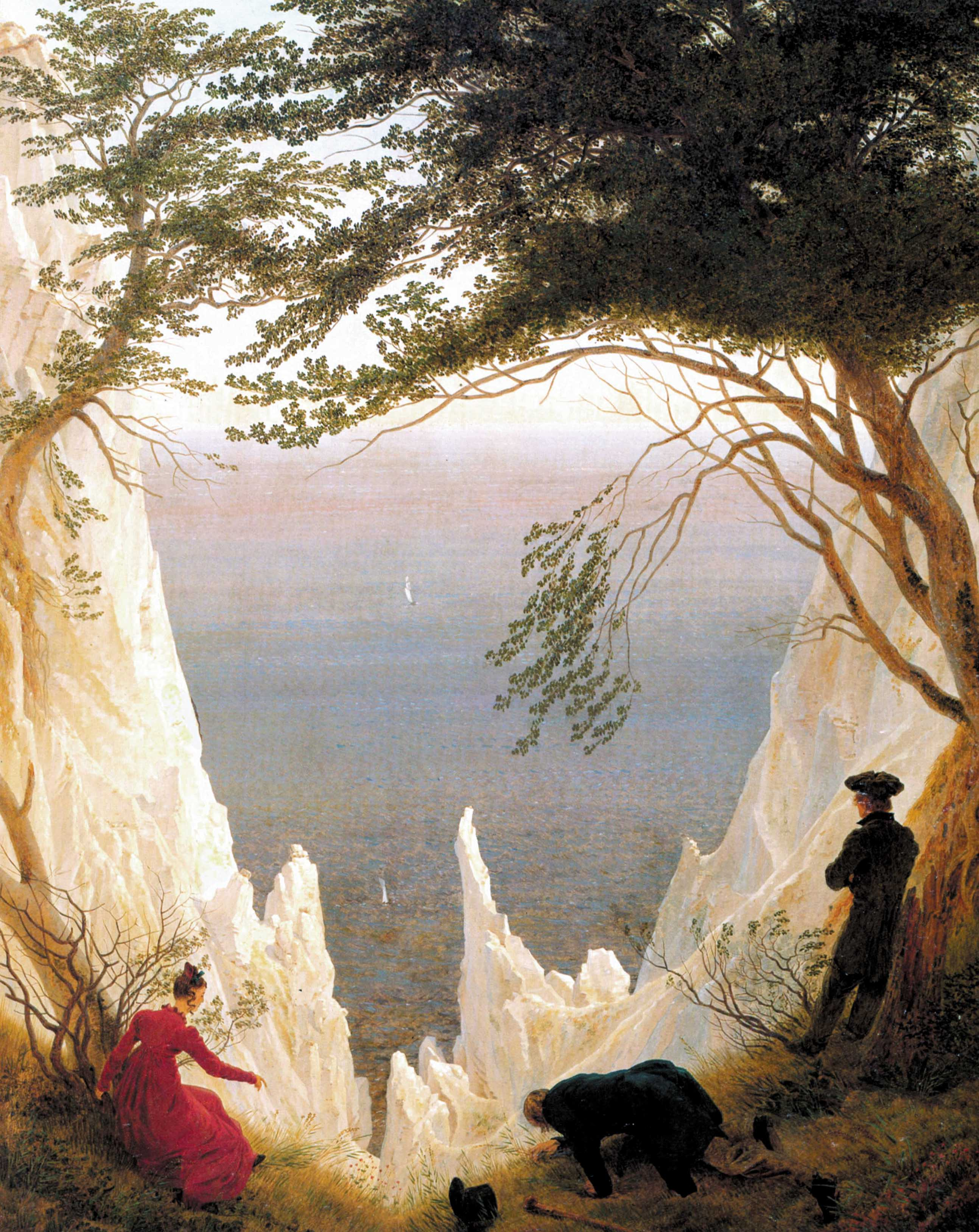
Acantilados blancos en Rügen, obra de Caspar David Friedrich.

## Turismo
Rügen es uno de los bastiones turísticos de Alemania. La isla registra aproximadamente una cuarta parte de todas las pernoctaciones en Mecklemburgo-Pomerania Occidental. En 2014, la isla fue la isla de vacaciones alemana más popular con 5,89 millones de pernoctaciones. La isla es famosa por sus rocas blanquecinas y cuenta con más de 500 kilómetros de playas.
En invierno, mientras que en el norte de la isla es posible realizar una caminata en medio de una tormenta, en el sureste se puede patinar sobre hielo. Además Rügen cuenta con numerosos hoteles con spa.

## Cultura
Teatro
En Teatro de Putbus tiene una sede en la isla. Durante los meses de verano, el Festival Störtebeker, la serie de teatro al aire libre más exitosa de Alemania, tiene lugar en Ralswiek. También está el Teatro del parque nacional, un escenario al aire libre en el Königsstuhl. Además, las salas de conciertos en los balnearios, varios castillos, graneros, casas de campo, iglesias y otros lugares sirven estacionalmente como salas de teatro y conciertos, por ejemplo, para el Festival de Mecklemburgo-Pomerania Occidental.